# Karel Douša
Karel Douša (28. ledna 1876 Zlonice – 3. dubna 1944 Praha) byl český hudební skladatel, varhaník a sbormistr.

## Život
První hudební vzdělání získal ještě v dětství ve Zlonicích u tamního ředitele kůru Antonína Wolfa. V letech 1891–1894 studoval na Varhanické škole při Pražské konzervatoři. Nejprve působil jako učitel klavíru a hudební teorie na klavírní škole Josefa Čermáka na Vinohradech. V roce 1896 se stal ředitelem kůru a varhaníkem u křižovníků a v nově založené Cyrilské jednotě i dirigentem.
O dva roky později byl ředitelem kůru v svatého Jakuba Většího na Starém Městě. Založil vlastní smíšený sbor Oratorní sdružení, který měl provádět především chrámovou hudbu. Koncerty tohoto souboru, které se konaly v Rudolfinu měly mimořádný úspěch.
V roce 1901 převzal po prof. Karlu Knittlovi, tehdy největší pražské pěvecké těleso, Hlahol. Od sv. Jakuba přešel po šesti letech do baziliky sv. Václava na Smíchově. Zde měl k disposici velmi kvalitní sbor, se kterým absolvoval řadu náročných koncertů. Vrcholu své hudební kariéry dosáhl v roce 1907, kdy se stal dómským kapelníkem metropolitního chrámu sv. Víta po Josefu Förstrovi, otci hudebního skladatele Josefa Bohuslava Foerstera. Zde působil 30 let, až do svého odchodu do důchodu.
Činnost Oratorního sdružení nepřerušil ani za světové války. Pořádal s ním koncerty ve prospěch vdov a sirotků po padlých vojínech nejen v Praze, ale i na venkově. Při Československé jednotě hudebních stavů založil podpůrný, vdovský a sirotčí fond hudebních umělců. Prostředky pro něj získával pořádáním varhanních matiné, při nichž i sám účinkoval.
Roku 1919 byl jmenován profesorem církevního zpěvu a varhanních předmětů na Státní konservatoři hudby v Praze a současně učitelem zpěvu na II. českém reálném gymnasiu.
Vedle činnosti výkonného umělce, činnosti pedagogické, skladatelské a organizační stojí za pozornost, že byl nadšeným sběratelem staré české hudby. Zrekonstruoval a připravil do tisku všechny zachované skladby Bohuslava Matěje Černohorského, moteta Františka Ignáce Tůmy, Requiem solemne c-moll a Stabat mater Jana Zacha, 2 latinské opery Františka Xavera Brixiho a množství menších skladeb a árií Josefa Seegera, Josefa Sehlinga, Augustina Šenkýře, Josefa Myslivečka aj.

## Dílo

### Chrámové skladby
- Missa in honore S. Venceslai op. 5 (poctěna cenou České Akademie 1900)
- Missa solemnís op. 10 (1908)
- Missa ín honore S. Joannis Baptistae op. 16 (1912)
- Missa glagoljskaja op. 21, 21a pro smíšený resp. mužský sbor
- Nešpory na Hod Boží velikonoční, na Hod Boží svatodušní a svátek Božího Těla pro smíšený sbor a varhany
- Výtky Spasitelovy (Improperie)
- Litanie o nejsvětějším jménu Ježíš a Otče náš op. 8
- Litanie Ss. Nomínis Jesu op. 9
- Hymnus Te Deum laudamus op. 17, pro smíš. sbor a varhany
- Regina coeli pro soprán a alt s průvodem varhan nebo pro smíšený sbor a varhany (1910)
- Ecce sacerdos magnus pro smíšený sbor bez průvodu op. 14 (1910)
- Te Deum laudamus op. 12, po sóla smíšený sbor, orchestr a varhany (poctěn cenou z fondu Dr. Kaňky)
- Staroslovanská a latinská mše ke cti sv. Jana Nepomuckého op. 20 (nevydáno)

V rukopise zůstal rovněž značný počet motet na latinské, české i staroslovanské texty.

### Ostatní skladby
- 5 písní na slova Josefa Václava Sládka op.2
- Klavírní obrázky op.3
- 3 sešity sborů pro 4hlasý ženský sbor

### Literární díla
- Josef Klička
- Stará česká škola XVII. a XVIII. století
- Staroslovanský chorál